# تاریخ زبان چینی
تاریخ زبان چینی در زبان‌شناسی تاریخی شامل تغییرهای گسترده‌ای می‌شود که در طول زمان در زبان چینی رخ داده‌است. چینی بخشی از خانواده زبان‌های چینی-تبتی است که همگی از زبان نیا-چینی-تبتی ریشه گرفته‌اند. رابطه چینی و سایر زبانهای چینی-تبتی و همچنین تلاش برای بازسازی نیا-چینی-تبتی زمینه‌ای برای تحقیق و بحث و بررسی است، مشکل اصلی هر دو مورد این است که در حالی که مستندات بسیار خوبی برای بازسازی صداهای باستانی چینی وجود دارد، اما هیچ مستند مکتوبی در مورد نحوه و زمان جدایی زبان چینی از سایر زبان‌های چینی-تبتی وجود ندارد. این در واقع یک مشکل متداول در زبان‌شناسی تاریخی است، رشته‌ای که غالباً روش مقایسه‌ای را برای استنباط این نوع تغییرها به کار می‌برد. متأسفانه استفاده از این روش برای زبانهای چینی-تبتی هنوز نتایج مطلوبی نداشته‌است، شاید به این دلیل است که بسیاری از زبان‌هایی که امکان بازسازی کامل‌تر نیا-چینی-تبتی را فراهم می‌آورند، مستند یا فهمیده نشده‌اند؛ بنابراین، علی‌رغم وابستگی آن‌ها، نیای مشترک زبان‌های چینی و تبتی-برمه‌ای یک فرضیه تأیید نشده باقی مانده‌است. دسته‌بندی گونه‌های چینی موضوع دیگری از بحث است. در اوایل دهه ۱۹۰۰، برنارد کارلگرن، یکی از زبان شناسان سوئدی، یکی از اولین دسته‌بندی‌ها را معرفی کرد. این سامانه بسیار مورد بازنگری قرار گرفته‌است، اما همچنان به شدت به بینش‌ها و روش‌های کارلگرن وابسته است.

## چینی کهن
چینی کهن یا چینی کهنه، کهن‌ترین مرحله تأیید شدهٔ زبان چینی و نیای تمامی گونه‌های چینی است. نخستین نمونه‌های مکتوب چینی، کتبیه‌های مذهبی جیا گو ون مربوط به حدود ۱۲۵۰ سال پیش از میلاد در اواخر حکومت دودمان شانگ هستند. ادبیات چینی در اواخر دورهٔ دودمان ژو به اوج و شکوفایی رسید و آثاری همچون منتخبات کنفوسیوس نوشته شد که منجر به پدید آمدن چینی کلاسیک شد.

## چینی میانه
چینی میانه در دوران سلسله‌های شمالی و جنوبی و همچنین حکمرانی دودمان‌های سوئی، تانگ و سونگ کاربرد داشت. چینی میانه زبان واژه‌نامه قافیه چیه‌یون مربوط به سال ۶۰۱ میلادی است. اعتقاد برخی زبان‌شناسان بر این است که این واژه‌نامه در بر گیرنده گویش معیار چینی آن زمان بوده که در چانگ‌آن، پایتخت دودمان‌های سوئی و تانگ رواج داشته‌است. هرچند تحقیقات اخیر نشان داده که چیه‌یون ترکیبی از سنت‌های خوانشی و شاعرانه شمالی و جنوبی در اواخر دوره سلسله‌های شمالی و جنوبی بوده‌است.

## چینی گفتاری
پیشرفت چینی‌های گفتاری از زمان‌های اولیه تاریخی تا به امروز پیچیده بوده‌است. پراکندگی ماندارین در شمال چین عمدتاً ناشی از دشت‌های شمال چین است. در مقابل، کوه‌ها و رودخانه‌های جنوب چین باعث تنوع زبانی در این مناطق شده‌اند. تا اواسط قرن بیستم، بیشتر چینی‌های جنوبی فقط به گونه محلی چینی خود صحبت می‌کردند. با این حال، ماندارین نانجینگ با وجود حضور مقامات و فرماندگانی که به لهجه‌های مختلف چینی صحبت می‌کردند، حداقل در دوره دودمان چینگ غلبه یافت. در اواسط قرن نوزدهم، گویش پکنی غلبه یافته بود و دانستن آن برای هر کار مرتبط با دربار امپراتوری لازم بود. در دهه ۱۹۳۰، یک زبان ملی معیار به نام گویو (国语/國語، «زبان ملی») در چین پذیرفته شد. پس از درگیری‌های زیاد میان حامیان گویش‌های شمالی و جنوبی و تلاش برای ایجاد یک گویش مصنوعی بی‌طرف، سرانجام کمیسیون ملی وحدت زبان بر پایه گویش پکن در سال ۱۹۳۲ مستقر شد. جمهوری خلق نیز که در سال ۱۹۴۹ تأسیس شد این گویش معیار را حفظ کرد و آن را پوتونگهوا (普通话/普通話 «گفتار مشترک») نامید. اکنون زبان ملی در آموزش، رسانه‌ها و موقعیت‌های رسمی در سرزمین اصلی چین و تایوان استفاده می‌شود. در هنگ کنگ و ماکائو به دلیل گذشته استعماری و زبانی، زبان مورد استفاده در آموزش، رسانه‌ها، موقعیت‌های رسمی و زندگی روزمره همچنان کانتونی محلی است، اگرچه زبان معیار بسیار تأثیرگذار بوده و در مدارس تدریس می‌شود.